# Seznam evroposlancev iz Romunije
Seznam evroposlancev iz Romunije je krovni seznam.

## Seznami
- seznam evroposlancev iz Romunije (2007-2009)
- seznam evroposlancev iz Romunije (2009-2014)
- poimenski seznam evroposlancev iz Romunije